# Højrehåndsregel
Højrehåndsreglen er flere "tommelfingerregler" indenfor fysiks elektromagnetisme.

 
Fælles for disse er at man anvender højre hånd.

## Gribereglen
Gribereglen er måden hvorpå man finder en elektromagnets nordpol:
- Man skal bruge sin højre hånd, og så skal man føre sine fingre med strømmen (fra håndrod ("+") til fingerspidser ("-")), og den vej tommelfingeren peger er nordpolen.

## Ørsteds regel
Hans Christian Ørsteds regel: hold højre hånd med fingerspidserne i strømmens retning (plus→minus). Højre håndflade skal vende mod ledningen og kompasset skal være på samme side af ledningen som hånden, f.eks. ved at hånden er mellem ledningen og kompasset. Kompassets magnetnordpol vil da slå ud til tommelfingersiden.

## Tommelfingerregel (i elektromagnetisme)
Se illustrationen.

## Lillefingerregel
Lillefingerregel: Placér hånden så:
1. fingrene går i strømmens retning (fra håndrod ("+") til fingerspidser("-")).
2. Magnetfeltlinjerne fra nordpol (til sydpol) går ind i håndfladen.

Ledningsstykket-i-magnetfeltet vil så blive udsat for en kraft (Laplaces lov), som vil presse ledningsstykket-i-magnetfeltet i lillefingerens retning.
Hvis ledningen hænger frit nok – eller kraften er stor nok, vil ledningen flytte sig som konsekvens.